# هنري كيسكا
هنري كيسكا (بالإنجليزية: Henry Kisekka)‏ هو لاعب كرة قدم أوغندي في مركز الهجوم، ولد في 31 أغسطس 1989 في كامبالا في أوغندا. لعب مع نادي سلطة أوغندا للدخل.

## وصلات خارجية
- هنري كيسكا على موقع قاعدة بيانات كرة القدم.إي يو (الإنجليزية)
- هنري كيسكا على موقع ناشيونال فوتبول تيمز (الإنجليزية)
- هنري كيسكا على موقع Soccerway.com (الإنجليزية)
- هنري كيسكا على موقع GSA (الإنجليزية)